# Hiroshimas freds- och minnesceremoni

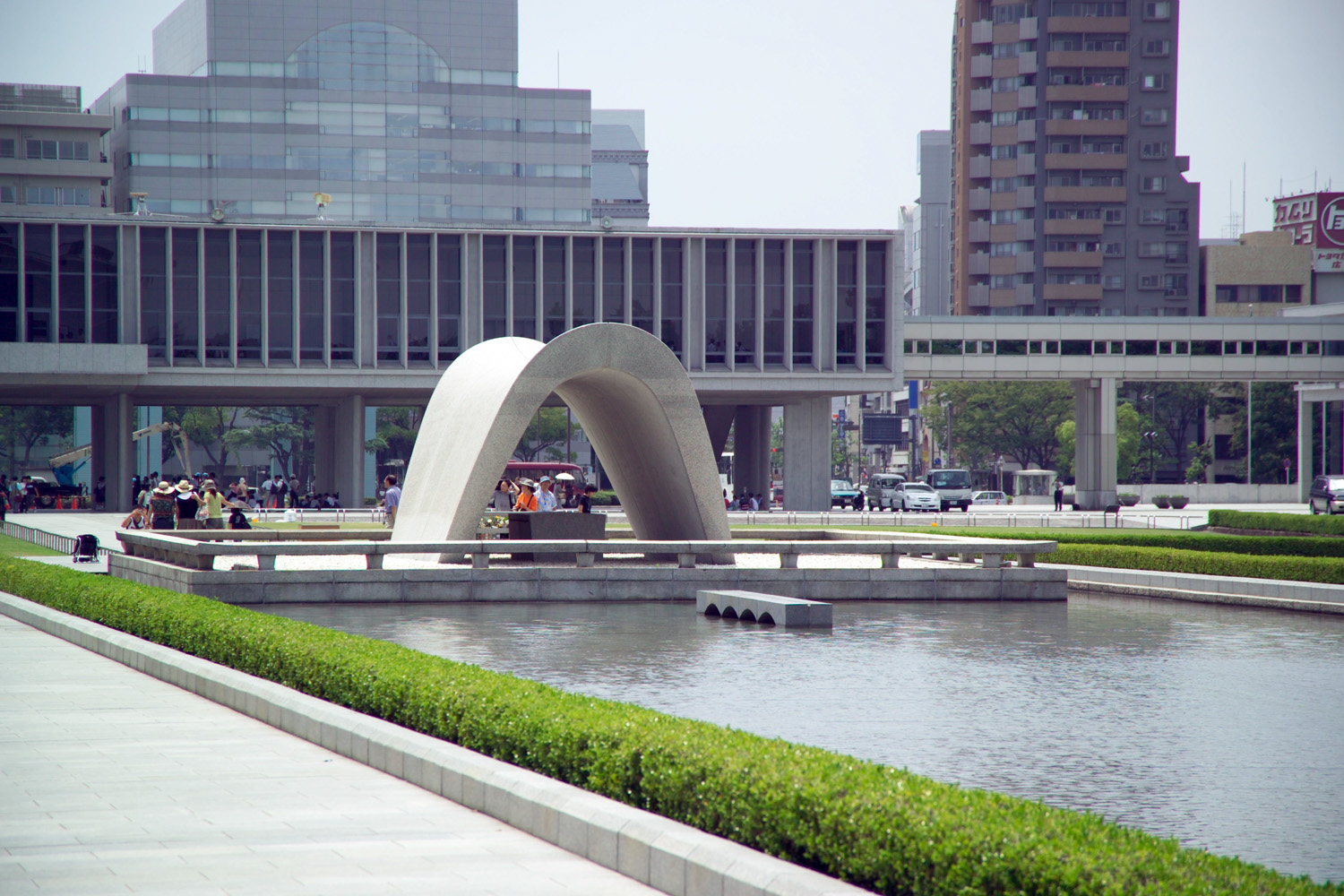
Kenotafen i Hiroshimas fredsminnespark.

Hiroshimas freds- och minnesceremoni är en årlig japansk ceremoni.
Den 6 augusti varje år, på "A-bombsdagen", anordnar staden Hiroshima en freds- och minnesceremoni för att hedra dem som omkom under atombombningarna samt för att be för världsfreden. Ceremonin äger rum framför kenotafen i Hiroshimas fredsminnespark. De som deltar är familjer till de avlidna och människor från hela världen. Den första ceremonin hölls år 1947 av Hiroshimas dåvarande borgmästare Shinzo Hamai.
År 2010 var John V. Roos den första amerikanska ambassadören i Japan som deltog vid ceremonin, vilket sex år senare ledde till det historiska besöket då USA:s dåvarande president Barack Obama besökte staden.